# Wichita Wind
Die Wichita Wind waren ein US-amerikanisches Eishockeyfranchise der Central Hockey League aus Wichita, Kansas.  

## Geschichte
Die Wichita Wind nahmen zur Saison 1980/81 den Spielbetrieb in der Central Hockey League auf, in der sie das neue Farmteam der Edmonton Oilers aus der National Hockey League wurden. In ihrer Premierenspielzeit erreichten sie auf Anhieb das Finale der Playoffs um den Adams Cup. In diesem unterlagen sie den Salt Lake Golden Eagles in der Best-of-Seven-Serie mit 3:4 Siegen. Nach einem Zweitrundenaus in der folgenden Spielzeit, belegten sie in der Saison 1982/83 den sechsten und somit letzten Platz der regulären Saison und verpassten somit die Playoffs. Anschließend stellte die Mannschaft den Spielbetrieb ein. 

## Saisonstatistik
Abkürzungen: GP = Spiele, W = Siege, L = Niederlagen, T = Unentschieden, OTL = Niederlagen nach Overtime SOL = Niederlagen nach Shootout, Pts = Punkte, GF = Erzielte Tore, GA = Gegentore, PIM = Strafminuten
| Saison  | GP | W  | L  | T | OTL | SOL | Pts | GF  | GA  | Platz     | Playoffs                        |
| 1980–81 | 80 | 32 | 45 | 3 | —   | —   | 67  | 307 | 346 | 6., CHL   | Niederlage im Finale            |
| 1981–82 | 80 | 44 | 33 | 3 | —   | —   | 91  | 343 | 289 | 1., South | Niederlage in der zweiten Runde |
| 1982–83 | 80 | 29 | 48 | 3 | —   | —   | 61  | 286 | 346 | 6., CHL   | nicht qualifiziert              |